# Lil Dicky
David Andrew Burd (* 15. března 1988 Cheltenham, Pensylvánie, Spojené státy americké), známější jako Lil Dicky nebo LD, je americký rapper a komik. Do povědomí lidí vstoupil singlem „Ex-Boyfriend“, který se stal virálním a během 24 hodin získal na YouTube více než milion zhlédnutí. Debutové album Professional Rapper vydal 31. července 2015.

## Diskografie
- Professional Rapper (2015)